# Liste der Baudenkmäler in Landshut-Münchnerau
In der Liste der Baudenkmäler in Landshut–Münchnerau sind die Baudenkmäler im Landshuter Stadtbezirk 10 Münchnerau aufgelistet.
Diese Liste ist eine Teilliste der Liste der Baudenkmäler in Landshut. Grundlage der Liste ist die Bayerische Denkmalliste, die auf Basis des bayerischen Denkmalschutzgesetzes vom 1. Oktober 1973 erstmals erstellt wurde und seither durch das Bayerische Landesamt für Denkmalpflege geführt und aktualisiert wird. Die folgenden Angaben ersetzen nicht die rechtsverbindliche Auskunft der Denkmalschutzbehörde.

## Baudenkmäler
| Lage                                                        | Objekt                           | Beschreibung | Akten-Nr.      | Bild                             |
| ----------------------------------------------------------- | -------------------------------- | --- | -------------- | -------------------------------- |
| Buchenthal 2 (Standort)                                     | Privatkapelle                    | Dachreiter mit Spitzhelm auf Satteldach, 2. Hälfte 19. Jahrhundert; mit Ausstattung                                                                                         | D-2-61-000-593 | weitere Bilder                   |
| Ludwig-Erhard-Straße (neben „Aldi“) (Standort)              | V. Burgfriedenssäule Landshut    | (Im offiziellen Flyer der Stadt Landshut: Standort 06; Burgfriedenssäule V)                                                                                                 | D-2-61-000-6   | V. Burgfriedenssäule Landshut    |
| Mühlbachstraße 3 (Standort)                                 | Bauernhof (Hakenhof)             | größtenteils in Blockbauweise errichtetes zweigeschossiges Wohnstallhaus mit Frackdach und Traufschrot, um 1800; zugehörig Scheune                                          | D-2-61-000-626 | weitere Bilder                   |
| Münchnerau 72 (Standort)                                    | Kath. Kirche St. Petrus          | spätromanischer Chorturmbau, 12./13. Jahrhundert; mit Ausstattung; Ehem. Seelenhaus, jetzt Leichenhaus, um 1730                                                             | D-2-61-000-599 | weitere Bilder                   |
| auf freiem Feld in der Nähe von Siebensee 2 (Standort)      | III. Burgfriedenssäule Landshut. | mit Tonwappen von 1766 (Im offiziellen Flyer der Stadt Landshut: Standort 05; Burgfriedenssäule IV)                                                                         | D-2-61-000-4   | III. Burgfriedenssäule Landshut. |
| Siebensee (an der Einmündung des Alten Rennwegs) (Standort) | IV. Burgfriedenssäule Landshut   | (Im offiziellen Flyer der Stadt Landshut: Standort 04; Burgfriedenssäule III)                                                                                               | D-2-61-000-5   | weitere Bilder                   |
| Siebensee 22 (Standort)                                     | Bauernhaus                       | erdgeschossiger Einfirsthof mit in das Satteldach eingeschnittener Toreinfahrt, Anfang 19. Jahrhundert, traufseitiger Giebel in der 2. Hälfte des 19. Jahrhunderts angefügt | D-2-61-000-610 | weitere Bilder                   |

## Abgegangene Baudenkmäler
In diesem Abschnitt sind Objekte aufgeführt, die früher einmal in der Denkmalliste eingetragen waren, jetzt aber nicht mehr existieren, z. B. weil sie abgebrochen wurden. Aktennummern in diesem Abschnitt sind ehemalige, jetzt nicht mehr gültige Aktennummern.
| Lage          | Objekt   | Beschreibung                                                                                        | Bemerkungen | Bild |
| ------------- | -------- | --------------------------------------------------------------------------------------------------- | ----------- | ---- |
| Münchnerau 46 | Wohnhaus | eingeschossiger Satteldachbau mit doppeltem Giebelschrot, 1. Hälfte 19. Jahrhundert. D-2-61-000-602 |             |      |